# Kosmos 2446
Kosmos 2446, ruski satelit sustava ranog upozorenja o raketnom napadu, iz programa Kosmos. Vrste je US-K (Oko br. 6070). 
Lansiran je 2. prosinca 2008. godine u 5:00 s kozmodroma Pljesecka s mjesta 16/2. Lansiran je u visoku orbitu oko planeta Zemlje raketom nosačem Molnijom-M 8K78M. Orbita mu je bila 522 km u perigeju i 39190 km u apogeju. Orbitne inklinacije je bio 62,86°. Spacetrackov kataloški broj je 33447. COSPARova oznaka je 2008-062-A. Zemlju je obilazio u 704,79 minuta. 
Vratio se u atmosferu 6. svibnja 2017. godine. Iz misije je ostalo nekoliko dijelova od više stupnjeva rakete: blok 2BL ostao je u visokoj orbiti, a 11S510 i BOZ vratili su se u atmosferu.

## Vanjske poveznice
- N2YO.com Search Satellite Database (engl.)
- Celes Trak SATCAT Format Documentation (engl.)
- Kunstman  Arhivirana inačica izvorne stranice od 12. kolovoza 2019. (Wayback Machine) Satellites in Orbit (engl.)